# Viziunile religioase și filozofice ale lui Albert Einstein

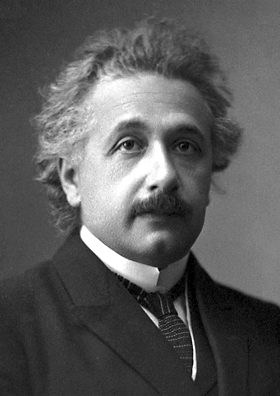
Albert Einstein, 1921

Viziunile religioase ale lui Albert Einstein au fost studiate pe scară largă și adesea neînțelese. Albert Einstein a afirmat: „Cred în Dumnezeul lui Spinoza”, ceea ce sugerează o concepție despre divinitate care nu se încadrează în tradițiile religioase convenționale. El nu credea într-un Dumnezeu personal care se ocupă de soarta și acțiunile ființelor umane, o viziune pe care a descris-o ca fiind naivă. Totuși, el a clarificat că „nu sunt ateu”, preferând să se numească agnostic sau „necredincios religios”. În alte interviuri, el a declarat că credea în existența unui „legislator” care stabilește legile universului. Einstein a afirmat, de asemenea, că nu crede în viața de după moarte, adăugând „o viață este suficientă pentru mine”. El a fost implicat în viața mai multor grupuri umaniste și a respins ideea unui conflict între știință și religie, susținând că religia cosmică era necesară științei.

## Credințe religioase
Albert Einstein a declarat: „Eu nu sunt un ateu, și nu cred că mă pot numi un panteist. Eu cred în Dumnezeul lui Spinoza care se revelează în armonia ordonată a ceea ce există, nu într-un Dumnezeu care se ocupă de soarta și acțiunile ființelor umane.” Einstein credea că problema lui Dumnezeu era „cea mai dificilă din lume” – o întrebare care nu putea fi răspunsă „simplu cu da sau nu”. El a recunoscut că „problema implicată este prea vastă pentru mintea noastră limitată”.
Einstein și-a explicat viziunea asupra relației dintre știință, filozofie și religie în prelegeri din 1939 și 1941: „Știința poate fi creată doar de cei care sunt profund impregnați cu aspirația către adevăr și înțelegere. Această sursă de sentimente, totuși, izvorăște din sfera religiei, pentru că cunoașterea a ceea ce este nu deschide ușa direct la... care ar trebui să fie scopul aspirațiilor noastre umane. Toate aspirațiile există într-o societate sănătoasă ca tradiții puternice care nu apar prin demonstrație, ci prin revelație, prin intermediul personalităților puternice. Nu trebuie să încercăm să le justificăm, ci mai degrabă să le simțim natura pur și simplu și clar. Cele mai înalte principii pentru aspirațiile și judecățile noastre ne sunt date în tradiția religioasă iudeo-creștină.”

### Copilăria timpurie
Einstein a fost crescut de părinți evrei laici și a urmat o școală publică locală catolică din München. În notele sale autobiografice, Einstein a scris că și-a pierdut treptat credința la începutul copilăriei:
... Am ajuns – copilul părinților complet nereligioși (evrei) – la o profundă religiozitate, care, cu toate acestea, a ajuns la un sfârșit abrupt la vârsta de doisprezece ani. Prin citirea cărților științifice populare am ajuns curând la convingerea că multe din poveștile Bibliei nu pot fi adevărate.  Consecința a fost o orgie pozitiv fanatică de gândire liberă, însoțită de impresia că tinerii sunt înșelați în mod intenționat de stat prin minciuni; aceasta era o impresie zdrobitoare. Neîncrederea față de orice fel de autoritate a crescut din această experiență, o atitudine sceptică față de convingerile care erau vii în orice mediu social specific – o atitudine care nu m-a părăsit niciodată, deși, mai târziu, a fost temperată de o mai bună înțelegere a legăturilor de cauzalitate.
Este destul de clar pentru mine că paradisul religios al tinereții, care a fost astfel pierdut, a fost o primă încercare de a mă elibera de lanțurile "pur personalului", de o existență dominată de dorințe, speranțe și sentimente primitive. În afară era această lume imensă, care există independent de noi ființele umane și care stă în fața noastră ca o mare, eternă enigmă, cel puțin parțial accesibilă pentru inspecția și gândirea noastră. Contemplarea acestei lumi s-a dovedit a fi o eliberare, și am observat curând că mulți dintre oamenii pe care învățasem să îi apreciez și să îi admir găsiseră libertatea și siguranța interioară în căutarea ei. Înțelegerea mentală a acestei lumi extra-personale, în limitele capacităților noastre, s-a prezentat minții mele, jumătate conștient și jumătate inconștient, ca un scop suprem. La fel de motivați erau și oamenii din prezent și din trecut, precum și cunoștințele pe care le dobândiseră, prietenii care nu puteau fi pierduți. Drumul spre acest paradis nu a fost la fel de confortabil și atrăgător ca drumul spre paradisul religios; dar s-a dovedit a fi de încredere, și nu am regretat niciodată că l-am ales. 

### Dumnezeu personal
Einstein și-a exprimat scepticismul cu privire la existența unui zeu antropomorf, cum ar fi Dumnezeul religiilor avraamice, descriind adesea această viziune ca fiind „naivă” și „copilăroasă”. Într-o scrisoare din 1947, el a declarat că „Mi se pare că ideea unui Dumnezeu personal este un concept antropologic pe care nu îl pot lua în serios”. Într-o scrisoare către Beatrice Frohlich din 17 decembrie 1952, Einstein a declarat: „Ideea unui Dumnezeu personal este destul de străină pentru mine și pare chiar naivă”.
Încurajat de colegul său L. E. J. Brouwer, Einstein a citit cartea filozofului Eric Gutkind⁠(d) Choose Life, o discuție despre relația dintre revelația evreiască și lumea modernă. Pe 3 ianuarie 1954, Einstein i-a trimis următorul răspuns lui Gutkind: „Cuvântul Dumnezeu nu este pentru mine nimic mai mult decât expresia și produsul slăbiciunilor umane, Biblia o colecție de legende onorabile, dar încă primitive, care sunt totuși destul de copilărești..... Pentru mine, religia evreiască, ca toate celelalte religii, este o întrupare a superstițiilor cele mai infantile”. În 2018, scrisoarea sa către Gutkind a fost vândută pentru 2,9 milioane de dolari.

Pe 22 martie 1954, Einstein a primit o scrisoare de la Joseph Dispentiere, un imigrant italian care a lucrat ca un mașinist experimental în New Jersey. Dispentiere s-a declarat un ateu și a fost dezamăgit de un reportaj care l-a considerat pe Einstein ca fiind religios convențional. Einstein a răspuns pe 24 martie 1954:
„A fost, desigur, o minciună ceea ce ați citit despre convingerile mele religioase, o minciună care este repetată în mod sistematic. Nu cred într-un Dumnezeu personal și nu am negat niciodată acest lucru, ci l-am exprimat clar. Dacă există ceva în mine care poate fi numit religios, atunci este admirația nelimitată pentru structura lumii în măsura în care știința noastră o poate dezvălui.”—Albert Einstein
În cartea sa Idei și Opinii (1954), Einstein a declarat: „În lupta lor pentru binele etic, profesorii de religie trebuie să aibă statura de a renunța la doctrina unui Dumnezeu personal, adică, să renunțe la acea sursă de frică și speranță care în trecut a plasat o putere atât de vastă în mâinile preoților”. În decembrie 1922, Einstein a spus următoarele despre ideea unui salvator: „Tradițiile denominaționale le pot lua în considerare doar istoric și psihologic; ele nu au nici o altă semnificație pentru mine.”

### Panteismul și Dumnezeul lui Spinoza
Einstein a explorat ideea că oamenii nu puteau înțelege natura lui Dumnezeu. Într-un interviu publicat în cartea lui George Sylvester Viereck⁠(d) Glimpses of the Great (1930), Einstein a răspuns la o întrebare despre dacă se definește sau nu ca panteist. El a explicat:
Întrebarea ta este cea mai dificilă din lume. Nu este o întrebare la care să pot răspunde pur și simplu cu da sau nu. Nu sunt ateu. Nu știu dacă mă pot defini ca un panteist. Problema implicată este prea vastă pentru mintea noastră limitată. Nu pot să răspund cu o parabolă? Mintea umană, oricât de bine pregătită, nu poate înțelege universul. Suntem în poziția unui copil mic, intrând într-o bibliotecă uriașă ale cărei pereți sunt acoperiți până la tavan cu cărți în multe limbi diferite. Copilul știe că cineva trebuie să fi scris acele cărți. Nu știe cine sau cum. Nu înțelege limbile în care sunt scrise. Copilul notează un plan clar în aranjamentul cărților, o ordine misterioasă, pe care nu o înțelege, ci doar suspectează vag. Asta, mi se pare, este atitudinea minții umane, chiar cea mai mare și cea mai cultivată, față de Dumnezeu. Vedem un univers aranjat minunat, respectând anumite legi, dar înțelegem legile doar vag. Mințile noastre limitate nu pot înțelege forța misterioasă care învârte constelațiile. Sunt fascinat de panteismul lui Spinoza. Admir și mai mult contribuțiile sale la gândirea modernă. Spinoza este cel mai mare dintre filozofii moderni, pentru că el este primul filozof care tratează sufletul și corpul ca unul, nu ca două lucruri separate.
Einstein a declarat: „Părerile mele sunt apropiate de cele ale lui Spinoza: admirație pentru frumusețea și credința în simplitatea logică a ordinii pe care o putem înțelege cu umilință și doar imperfect. Cred că trebuie să ne mulțumim cu cunoștințele și înțelegerea noastră imperfecte și să tratăm valorile și obligațiile morale ca pe o problemă pur umană - cea mai importantă dintre toate problemele umane”.

Pe 24 aprilie 1929, Einstein l-a telegrafiat pe rabinul Herbert S. Goldstein⁠(d) în germană: „Cred în Dumnezeul lui Spinoza, care se revelează în armonia a tot ceea ce există, nu într-un Dumnezeu care se ocupă de soarta și faptele omenirii”. El a extins acest lucru în răspunsurile pe care le-a dat la revista japoneză Kaizō⁠(d) în 1923:
Cercetarea științifică poate reduce superstiția prin încurajarea oamenilor să gândească și să vadă lucrurile în termeni de cauză și efect. Desigur, o convingere, asemănătoare sentimentului religios, a raționalității și inteligibilității lumii stă în spatele oricărei lucrări științifice de ordin superior. [...] Această credință fermă, o credință legată de un sentiment profund, într-o minte superioară care se revelează în lumea experienței, reprezintă concepția mea despre Dumnezeu. În limbajul obișnuit acest lucru poate fi descris ca "panteist" (Spinoza).

### Agnosticismul și ateismul
Einstein a spus că oamenii l-ar putea numi un agnostic mai degrabă decât un ateu, declarând: „Am spus în mod repetat că, în opinia mea, ideea unui zeu personal este una copilărească. Ați putea să mă numiți agnostic, dar nu împărtășesc spiritul de cruciadă al ateului profesionist, a cărui fervoare se datorează în mare parte unui act dureros de eliberare de capcanele îndoctrinării religioase primite în tinerețe. Prefer o atitudine de umilință care corespunde slăbiciunii înțelegerii noastre intelectuale a naturii și a propriei noastre ființe”. Într-un interviu publicat de poetul german George Sylvester Viereck⁠(d), Einstein a declarat: „Nu sunt ateu”. Potrivit prințului Hubertus⁠(d), Einstein a spus: „Având în vedere o astfel de armonie în cosmos pe care eu, cu mintea mea umană limitată, sunt capabil de a o recunoaște, există încă oameni care spun că nu există Dumnezeu. Dar ceea ce mă enervează cu adevărat este faptul că mă citează pentru susținerea unor astfel de puncte de vedere”.
În 1945, Guy Raner, Jr. a scris o scrisoare lui Einstein, întrebându-l dacă este adevărat că un preot iezuit l-a făcut pe Einstein să se convertească de la ateism. Einstein a răspuns: „Nu am vorbit niciodată cu un preot iezuit în viața mea și sunt uimit de îndrăzneala de a spune astfel de minciuni despre mine. Din punctul de vedere al unui preot iezuit sunt, desigur, și am fost întotdeauna un ateu.... Este întotdeauna înșelător să se folosească concepte antropomorfe în tratarea lucrurilor din afara sferei umane – analogii copilărești. Trebuie să admirăm cu umilință frumoasa armonie a structurii acestei lumi - în măsura în care o putem înțelege, și asta e tot.”
Într-o scrisoare din 1950 adresată lui M. Berkowitz, Einstein a declarat că „poziția mea cu privire la Dumnezeu este cea a unui agnostic. Sunt convins că o conștiință vie a importanței primare a principiilor morale pentru îmbunătățirea și înnobilarea vieții nu are nevoie de ideea unui legiuitor, în special a unui legiuitor care funcționează pe baza recompenselor și a pedepselor”.
Conform biografului Walter Isaacson⁠(d), Einstein era mai înclinat să denigreze ateii decât oamenii religioși. Einstein a spus în corespondență, „[C]ei atei fanatici... sunt ca sclavii care încă simt greutatea lanțurilor lor pe care le-au aruncat după o luptă grea. Sunt creaturi care, în urgia lor fată de opiul tradițional al poporului —nu pot suporta muzica sferelor⁠(d)”. Deși nu a crezut într-un Dumnezeu personal, el a indicat că nu va încerca niciodată să combată o astfel de credință deoarece "o asemenea credință mi se pare preferabilă lipsei oricărei perspective transcendentale”.
Einstein, într-o scrisoare scrisă de mână de o pagină și jumătate în limba germană filozofului Eric Gutkind⁠(d), datată la Princeton, New Jersey, la 3 ianuarie 1954, cu un an și trei luni și jumate înainte de moartea sa, a scris: "Cuvântul Dumnezeu nu este pentru mine decât expresia și produsul slăbiciunilor umane, Biblia o colecție de legende venerabile, dar încă destul de primitive. Nici o interpretare, oricât de subtilă ar fi, nu poate (pentru mine) să schimbe ceva în această privință. [...] Pentru mine, religia evreiască, ca toate celelalte religii, este o întrupare a superstiției celei mai infantile. [...] Nu văd nimic "ales" despre ei [poporul poporul evreu].

### Viața de apoi
Pe 17 iulie 1953, o femeie care era un pastor baptist licențiat i-a trimis lui Einstein o scrisoare în care îl întreba dacă se simțea sigur că va obține viața veșnică cu Creatorul. Einstein a răspuns: „Nu cred în nemurirea individului, și consider că etica este o preocupare exclusiv umană, fără nici o autoritate supraumană în spatele ei”. Acest sentiment a fost, de asemenea, exprimat în cartea lui Einstein Cum văd eu lumea (1935), „Nu pot concepe un Dumnezeu care recompensează și pedepsește creaturile sale, sau are o voință de tipul de care suntem conștienți în noi înșine. Un individ care ar trebui să supraviețuiască morții sale fizice este, de asemenea, dincolo de înțelegerea mea, și nici nu doresc altfel; astfel de noțiuni sunt pentru temerile sau egoismul absurd al sufletelor slabe. Suficient pentru mine este misterul eternității vieții și înțelegerea minunatei structuri a realității, împreună cu efortul unic de a înțelege o porțiune, oricât de mică, a rațiunii care se manifestă în natură.”
Einstein s-a opus concepției avraamice despre Rai și Iad, în special în ceea ce privește un sistem de recompensă și pedeapsă veșnică. Într-o scrisoare din 1915 către fizicianul elvețian Edgar Meyer, Einstein a scris: „Văd doar cu regret profund că Dumnezeu pedepsește atât de mulți dintre copiii Săi pentru numeroasele lor prostii, pentru care numai El Însuși poate fi considerat responsabil; în opinia mea, numai neexistența Lui L-ar putea scuza”. El a declarat, de asemenea, „Nu-mi pot imagina un Dumnezeu care răsplătește și pedepsește obiectele creației sale, ale căror scopuri sunt modelate după scopurile noastre - un Dumnezeu, pe scurt, care este doar o reflectare a fragilității umane. Nici eu nu pot să cred că individul supraviețuiește morții corpului său, deși sufletele slabe adăpostesc astfel de gânduri prin frică sau egoism ridicol”.
O parte din tensiunea lui Einstein cu viața de apoi avraamică a fost credința sa în determinism și respingerea liberului arbitru. Einstein a afirmat: „Omul care este complet convins de funcționarea universală a legii cauzalității nu poate, pentru o clipă, să se distreze cu ideea unei ființe care interferează în cursul evenimentelor - adică, dacă ia ipoteza cauzalității într-adevăr în serios. El nu are nici un folos pentru religia fricii și la fel de puțin pentru religie socială sau morală. Un Dumnezeu care răsplătește și pedepsește este de neconceput pentru el pentru simplul motiv că acțiunile omului sunt determinate de necesitate, externă și internă, astfel încât în ochii lui Dumnezeu el nu poate fi responsabil, mai mult decât un obiect unanim este responsabil pentru mișcările prin care trece.”

### Spiritualitatea cosmică
În 1930, Einstein a publicat un eseu discutat pe scară largă în The New York Times Magazine despre credințele sale. Cu titlul „Religie și știință”, Einstein a distins trei impulsuri umane care dezvoltă credința religioasă: frica, preocupările sociale sau morale și un sentiment religios cosmic. O înțelegere primitivă a cauzalității provoacă frică, iar cei temători inventează ființe supranaturale similare cu ei înșiși. Dorința de iubire și sprijin creează o nevoie socială și morală pentru o ființă supremă; ambele stiluri au un concept antropomorf de Dumnezeu. Al treilea stil, pe care Einstein l-a considerat cel mai matur, își are originea într-un profund simț al admirației și misterului. El a spus, individul simte „sublimitatea și ordinea minunată care se dezvăluie în natură... și vrea să experimenteze universul ca un întreg unic semnificativ”. Einstein a văzut știința ca un antagonist al primelor două stiluri de credință religioasă, dar ca un partener în a treia. El a susținut că, „chiar dacă domeniile religiei și științei în sine sunt clar separate una de cealaltă”, există „relații și dependențe reciproce puternice”, deoarece aspirațiile pentru adevăr provin din sfera religioasă. El a continuat:
O persoană care este iluminată din punct de vedere religios mi se pare că a fost cea care, în cea mai bună măsură posibilă, s-a eliberat de capcanele dorințelor sale egoiste și este preocupată de gânduri, sentimente și aspirații la care se agață din cauza valorii lor suprapersonale. Mi se pare că ceea ce este important este puterea acestui conținut suprapersonal... indiferent dacă se face vreo încercare de a uni acest conținut cu o Ființă Divină, pentru că altfel nu ar fi posibil să se numere Buddha și Spinoza ca personalități religioase. În consecință, o persoană religioasă este devotată în sensul că nu are nicio îndoială cu privire la semnificația acelor obiecte și scopuri suprapersonale care nici nu necesită și nici nu sunt capabile de o fundație rațională...  În acest sens, religia este efortul veșnic al omenirii de a deveni clar și complet conștientă de aceste valori și obiective și de a le întări și extinde în mod constant efectul. Dacă cineva concepe religia și știința în conformitate cu aceste definiții, atunci un conflict între ele pare imposibil. Pentru că știința poate stabili doar ceea ce este, dar nu ceea ce ar trebui să fie... 
O înțelegere a cauzalității a fost fundamentală pentru convingerile etice ale lui Einstein. În opinia lui Einstein, „doctrina unui Dumnezeu personal care interferează cu evenimentele naturale nu ar putea fi niciodată respinsă, în sensul real, de către știință”, pentru că religia poate întotdeauna să se refugieze în domenii pe care știința nu le poate explica încă. A fost convingerea lui Einstein că în „lupta pentru binele etic, profesorii religiei trebuie să aibă starea de a renunța la doctrina unui Dumnezeu personal, adică, să renunțe la acea sursă de frică și speranță” și să cultive „Binele, Adevărul și Frumusețea în umanitate însăși.”
În cartea sa din 1934 Cum văd eu lumea (carte), Einstein și-a extins religiozitatea: „Cunoașterea existenței a ceva ce nu putem pătrunde, a manifestărilor rațiunii celei mai profunde și a frumuseții cea mai strălucitoare, care sunt accesibile rațiunilor noastre numai în formele lor cele mai elementare - este această cunoaștere și această emoție care constituie atitudinea cu adevărat religioasă; în acest sens, și numai în acesta, sunt un om profund religios”.

În 1936 Einstein a primit o scrisoare de la o fată în clasa a șasea. Ea l-a întrebat, cu încurajarea profesorului ei, dacă oamenii de știință se roagă. Einstein a răspuns în modul cel mai elementar el a putut:
„Cercetarea științifică se bazează pe ideea că tot ceea ce are loc este determinat de legile naturii și, prin urmare, acest lucru se referă la acțiunile oamenilor. Din acest motiv, un cercetător nu va fi înclinat să creadă că evenimentele pot fi influențate de o rugăciune, adică de o dorință adresată unei ființe supranaturale. Totuși, trebuie să recunoaștem că cunoașterea noastră reală a acestor legi este doar imperfectă și fragmentară, astfel încât, de fapt, credința în existența unor legi fundamentale cuprinzătoare în natură se bazează și pe un fel de credință. Totuși, această credință a fost în mare măsură justificată până acum de succesul cercetării științifice. Dar, pe de altă parte, oricine este serios implicat în urmărirea științei devine convins că există un spirit manifestat în legile universului - un spirit cu mult superior celui al omului, și unul în fața căruia noi, cu puterile noastre modeste, trebuie să ne simțim umili. În acest fel, urmărirea științei conduce la un sentiment religios de un fel special, care este într-adevăr destul de diferit de religiozitatea cuiva mai naiv.””
Einstein s-a caracterizat ca fiind „devotat religios” în următorul sens: „Cea mai frumoasă emoție pe care o putem experimenta este cea mistică. Este puterea oricărei arte și științe adevărate. Cel căruia această emoție îi este străină, care nu se mai poate mira și nu mai poate sta înspăimântat, este la fel de bun ca mort. Să știm că ceea ce este impenetrabil pentru noi există cu adevărat, manifestându-se ca cea mai înaltă înțelepciune și cea mai strălucitoare frumusețe, pe care facultățile noastre plictisitoare le pot înțelege numai în formele lor cele mai primitive - această cunoaștere, acest sentiment, este în centrul adevăratei religiozități. În acest sens și numai în acest sens, aparțin rangului de oameni devotați religioși.
În decembrie 1952, el a comentat ceea ce îi inspiră religiozitatea: „Sentimentul meu este religios în măsura în care sunt impregnat de insuficiența minții umane pentru a înțelege mai profund armonia universului pe care încercăm să o formulăm ca 'legea naturii'”. Într-o scrisoare adresată lui Maurice Solovine, Einstein a vorbit despre motivele pentru care a folosit cuvântul „religios” pentru a-și descrie sentimentele spirituale: „Pot înțelege aversiunea voastră față de utilizarea termenului 'religie' pentru a desemna o atitudine emoțională și psihologică care se manifestă cel mai clar în Spinoza. (Dar) nu am găsit o expresie mai bună decât „religios” pentru încrederea în natura rațională a realității, care este, cel puțin într-o anumită măsură, accesibilă rațiunii umane”.
Einstein se referea frecvent la sistemul său de credință ca „religie cosmică” și a scris un articol cu același nume pe această temă în 1954, care mai târziu a devenit cartea sa Ideas and Opinions în 1955. Sistemul de credințe a recunoscut o „ordine miraculoasă care se manifestă în toată natura, precum și în lumea ideilor”, lipsită de un Dumnezeu personal care răsplătește și pedepsește indivizii pe baza comportamentului lor. A respins un conflict între știință și religie și a susținut că religia cosmică era necesară științei. Pentru Einstein, „știința fără religie este jalnică, religia fără știință este oarbă”. El i-a spus lui William Hermanns într-un interviu că „Dumnezeu este un mister. Dar un mister de înțeles. Nu am nimic altceva decât teamă când observ legile naturii. Nu există legi fără un legislator, dar cum arată acest legislator? Cu siguranță nu ca un om mărit.” El a adăugat cu un zâmbet „cu câteva secole în urmă aș fi fost ars sau spânzurat. Cu toate acestea, aș fi fost în companie bună”. Einstein a conceput o teologie pentru religia cosmică, în care descoperirea rațională a secretelor naturii este un act religios. Religia și filozofia lui au fost parte integrantă a aceluiași ansamblu ca și descoperirile sale științifice.

### Identitate evreiască
Într-o scrisoare adresată lui Eric Gutkind⁠(d) de pe 3 ianuarie 1954, Einstein a scris în germană: „Pentru mine, religia evreiască, ca toate celelalte, este o încarnare a superstițiilor cele mai infantile. Și poporul evreu la care aparțin cu plăcere și cu a cărui mentalitate am o afinitate profundă nu are calități diferite pentru mine decât toți ceilalți oameni. Din experiența mea, ei nu sunt nici mai buni decât alte grupuri umane, deși sunt protejați de cele mai grave tipuri de cancer datorită lipsei de putere. Altfel nu pot vedea nimic ales despre ei”.
În 1938, Einstein a discutat despre „odiozitatea evreilor de către cei care evită iluminarea populară. Mai mult decât orice altceva în lume, ei se tem de influența oamenilor de independență intelectuală. Eu văd în acest lucru cauza esențială a urii feroce a evreilor în Germania de astăzi. Pentru grupul nazist, evreii nu sunt doar un mijloc de a întoarce resentimentul poporului de la ei înșiși, opresorii; ei îi văd pe evrei ca pe un element inasimilabil care nu poate fi condus la acceptarea necritică a dogmei, și care, prin urmare, atâta timp cât ea există deloc - le amenință autoritatea din cauza insistenței sale asupra iluminării populare a maselor.”
Într-un interviu publicat de revista Time cu George Sylvester Viereck⁠(d), Einstein a vorbit despre sentimentele sale despre creștinism. Născut în Germania, Viereck a susținut național-socialismul, dar nu a fost antisemit. Și, ca și Einstein, a fost un pacifist. La momentul interviului, Einstein a fost informat că Viereck nu era evreu, dar a afirmat că Viereck avea „adaptabilitatea psihică a evreului”, făcând posibil ca Einstein să vorbească cu el „fără barieră”. Viereck a început prin a-l întreba pe Einstein dacă se considera un german sau un evreu, la care Einstein a răspuns, „Este posibil să fie ambele”. Viereck s-a mișcat în timpul interviului pentru a-l întreba pe Einstein dacă evreii ar trebui să încerce să se asimileze, la care Einstein a răspuns: „Noi evreii am fost prea dornici să ne sacrificăm idiosincraziile pentru a ne conforma”. Einstein a fost apoi întrebat în ce măsură a fost influențat de creștinism. „Când eram copil, am primit instrucțiuni atât în Biblie, cât și în Talmud. Sunt evreu, dar sunt fascinat de chipul luminos al nazarineanului.” Einstein a fost apoi întrebat dacă a acceptat existența istorică a lui Iisus, la care a răspuns: „Fără îndoială! Nimeni nu poate citi Evangheliile fără a simți prezența reală a lui lui Iisus. Personalitatea lui pulsează în fiecare cuvânt. Nici un mit nu este plin de o astfel de viață”.
Într-o conversație cu poetul olandez Willem Frederik Hermans Einstein a subliniat că „Mă îndoiesc serios că Iisus însuși a spus că el este Dumnezeu, pentru că el a fost prea mult un evreu pentru a încălca această mare poruncă: 'Ascultă, Israele, Dumnezeul nostru este singurul Domn și Domnul unul este' și nu doi sau trei”. Einstein s-a plâns: "Uneori cred că ar fi fost mai bine dacă Iisus nu ar fi trăit niciodată. Nici un nume nu a fost atât de abuzat pentru dragul puterii!"  În cartea sa din 1934 Cum văd eu lumea, el și-a exprimat convingerea că „dacă cineva curăță iudaismul de profeți și creștinismul așa cum l-a învățat Iisus Hristos de toate adăugirile ulterioare, în special cele ale preoților, este lăsat cu o învățătură care este capabilă să vindece toate bolile sociale ale umanității”. Mai târziu, într-un interviu din 1943, Einstein a adăugat: „Este destul de posibil ca noi să putem face lucruri mai mari decât Iisus, pentru că ceea ce este scris în Biblie despre El este înfrumusețat poetic”.
Einstein a interpretat conceptul de Împărăția lui Dumnezeu ca referindu-se la cei mai buni oameni. „Am crezut întotdeauna că Iisus a însemnat prin Împărăția lui Dumnezeu micul grup împrăștiat de-a lungul timpului de oameni valoroși din punct de vedere intelectual și etic.”
În ultimul an al vieții sale a spus „Dacă nu eram evreu, aș fi fost un Quaker”.

### Vederi ale bisericilor creștine
Singura școală evreiască din München a fost închisă în 1872 din cauza lipsei de studenți, iar în absența unei alternative Einstein a urmat o școală elementară catolică. El a primit, de asemenea, educație religioasă evreiască la domiciliu, dar el nu a văzut o diviziune între cele două credințe, deoarece el a perceput „asemănarea tuturor religiilor”. Einstein a fost la fel de impresionat de poveștile din Biblia ebraică și de Patimile lui Iisus. Conform biografului Walter Isaacson⁠(d), Einstein s-a bucurat enorm de cursurile de religie catolică pe care le-a primit la școală. Profesorii de la școala sa au fost liberali și, în general, nu au făcut nicio distincție între religiile studenților, deși unii au adăpostit un antisemitism înnăscut, dar ușor. Einstein mai târziu a amintit un incident care a implicat un profesor care i-a plăcut în mod special, „Într-o zi, profesorul a adus un cui lung la lecție și le-a spus studenților că cu astfel de cuie Hristos a fost pironit pe cruce de către evrei” și că „Printre copiii de la școala elementară antisemitismul a fost predominant...Atacurile fizice și insultele în drum spre casă de la școală au fost frecvente, dar în cea mai mare parte nu prea vicioase”. Einstein a remarcat, „A fost la o școală catolică; cât de mult mai rău trebuie să fie antisemitismul în alte școli prusace, se poate doar imagina.” El va aminti mai târziu în viață că „Religia părinților, așa cum am întâlnit-o în München în timpul instruirii religioase și în sinagogă, m-a respins mai degrabă decât m-a atras”.
Einstein s-a întâlnit de mai multe ori și a colaborat cu preotul savant belgian Georges Lemaître, de la Universitatea Catolică din Leuven. Lemaître este cunoscut ca primul susținător al teoriei Big Bang a originii cosmosului și pionier în aplicarea teoriei relativității generale a lui Einstein în cosmologie. Einstein l-a propus pe Lemaitre pentru Premiul Francqui din 1934, care i-a fost acordat de regele belgian.

În 1940, revista Time l-a citat pe Einstein lăudând Biserica Catolică pentru rolul ei în opoziția față de naziști:
Numai Biserica stătea de-a lungul drumului campaniei lui Hitler de suprimare a adevărului. Nu am avut niciodată un interes deosebit pentru Biserică înainte, dar acum simt o mare afecțiune și admirație pentru că numai Biserica a avut curajul și perseverența de a apăra adevărul intelectual și libertatea morală. Sunt obligat astfel să mărturisesc că ceea ce odinioară disprețuiam acum laud fără rezerve. 
Citatul a fost citat de mai multe ori de apărătorii Papei Pius al XII-lea. O investigație a citat de către matematicianul William C. Waterhouse⁠(d) și Barbara Wolff de la Arhivele Einstein din Ierusalim a constatat că declarația a fost menționată într-o scrisoare nepublicată din 1947. În scrisoarea adresată contelui Montgelas, Einstein a explicat că comentariul original a fost unul neoficial făcut unui jurnalist cu privire la sprijinul „câtorva membri ai bisericii” pentru drepturile individuale și libertatea intelectuală în timpul conducerii timpurii a lui Hitler și că, potrivit lui Einstein, comentariul a fost exagerat drastic.
Pe 11 noiembrie 1950, reverendul Cornelius Greenway din Brooklyn i-a scris lui Einstein o scrisoare în care a citat și afirmațiile sale despre Biserică. Einstein a răspuns: „Sunt, totuși, un pic jenat. Formularea declarației pe care ați citat-o nu este a mea. La scurt timp după ce Hitler a venit la putere în Germania am avut o conversație orală cu un ziarist despre aceste chestiuni. De atunci, remarcile mele au fost elaborate și exagerate aproape fără recunoaștere. Nu pot să scriu cu bună conștiință declarația pe care mi-ați trimis-o ca fiind a mea. Această chestiune este cu atât mai jenantă pentru mine, deoarece eu, ca și dumneavoastră, sunt predominant critic cu privire la activitățile, și mai ales activitățile politice, de-a lungul istoriei clerului oficial. Astfel, declarația mea anterioară, chiar dacă este redusă la cuvintele mele reale (pe care nu mi-o amintesc în detaliu) dă o impresie greșită despre atitudinea mea generală”.
În 2008, programul de televiziune Antiques Roadshow⁠(d) a difuzat un expert în manuscris, Catherine Williamson, autentificând o scrisoare din 1943 de la Einstein în care el confirmă că el „a făcut o declarație care corespunde aproximativ” cu citatul revistei Time despre el. Cu toate acestea, Einstein a continuat: „Am făcut această declarație în primii ani ai regimului nazist - mult mai devreme decât 1940 - și expresiile mele au fost puțin mai moderate”.

#### Conversațiile cu William Hermanns
Conversațiile lui Einstein cu William Hermanns au fost înregistrate într-o corespondență de 34 de ani. În conversații Einstein face diferite declarații despre Bisericile creștine în general și Biserica Catolică în special: „Când ați învăța istoria Bisericii Catolice, nu ați avea încredere în Partidul de Centru. Nu a promis Hitler că va distruge bolșevicii din Rusia? Biserica îi va binecuvânta pe soldații săi catolici să mărșăluiască alături de naziști” (martie 1930). „Predic că Vaticanul îl va sprijini pe Hitler dacă va veni la putere. Biserica din timpul lui Constantin a favorizat întotdeauna statul autoritar, atâta timp cât statul permite Bisericii să boteze și să instruiască masele” (martie 1930). „De atâtea ori în istorie evreii au fost instigatorii justiției și reformelor, fie în Spania, Germania sau Rusia. Dar nu mai devreme au făcut treaba lor decât 'prietenii' lor, adesea binecuvântați de Biserică, le-au scuipat în față” (august 1943).
„Dar ceea ce mă zguduie este că Biserica Catolică este tăcută. Nu trebuie să fii profet ca să spui: „Biserica Catolică va plăti pentru această tăcere...Nu spun că crimele de nedescris ale Bisericii timp de 2000 de ani au avut întotdeauna binecuvântarea Vaticanului, dar i-a vaccinat pe credincioșii săi cu ideea: avem adevăratul Dumnezeu, iar evreii L-au răstignit. Biserica a semănat ură în loc de iubire, deși cele zece porunci afirmă: Nu ucide” (august 1943). „Cu câteva excepții, Biserica Romano-Catolică a subliniat valoarea dogmelor și ritualurilor, transmiterea ideii lor fiind singura cale de a ajunge la cer. Nu trebuie să merg la biserică să aud dacă sunt bun sau rău; inima mea îmi spune asta” (august 1943). „Nu-mi place să implantez în tineret doctrina Bisericii a unui Dumnezeu personal, pentru că acea Biserică s-a comportat atât de inuman în ultimii 2000 de ani... Gândiți-vă la ura manifestată de Biserică împotriva evreilor și apoi împotriva musulmanilor, cruciadele cu crimele lor, mizele arzătoare ale inchiziției, consimțământul tacit al acțiunilor lui Hitler în timp ce evreii și polonezii și-au săpat propriile morminte și au fost uciși. Și se spune că Hitler a fost un băiat de altar! (august 1943).
„Da”, a răspuns Einstein vehement, „Este într-adevăr uman, după cum a dovedit cardinalul Pacelli (viitorul Papă Pius al XII-lea), care a fost în spatele Concordatului⁠(d) cu Hitler. De când se poate încheia un pact cu Hristos și cu Satana în același timp?" (august 1943). „Biserica s-a vândut întotdeauna celor aflați la putere și a acceptat orice ofertă în schimbul imunității”. (august 1943) „Dacă mi-ar fi permis să dau sfaturi Bisericilor”, a continuat Einstein, „le-aș spune să înceapă cu o convertire între ele și să înceteze să joace politica de putere. Gândiți-vă la nenorocirile de masă pe care le-au produs Spania, America de Sud și Rusia”. (septembrie 1948).
Ca răspuns la întrebarea unui convertit catolic: „Nu ați afirmat că Biserica a fost singurul adversar al comunismului?” Einstein a răspuns: „Nu trebuie să subliniez faptul că Biserica [sic] a devenit în cele din urmă un puternic adversar al național-socialismului, de asemenea.” Secretara lui Einstein, Helen Dukas⁠(d), a adăugat: „Dr. Einstein nu se referă doar la biserica catolică, ci la toate bisericile”. Când convertitul a menționat că membrii familiei au fost gazați de naziști, Einstein a răspuns că „se simțea și el vinovat, adăugând că întreaga Biserică, începând cu Vaticanul, ar trebui să se simtă vinovată”. (septembrie 1948)
Când a fost întrebat pentru răspunsuri mai precise în 1954, Einstein a răspuns: "Cu privire la Dumnezeu, nu pot accepta niciun concept bazat pe autoritatea Bisericii. [...] De când îmi amintesc, am resentimentat indoctrinarea în masă. Eu nu cred în frica de viață, în teama de moarte, în credința oarbă. Nu pot să-ți dovedesc că nu există un Dumnezeu personal, dar dacă aș vorbi despre El, aș fi un mincinos. Nu cred în Dumnezeul teologiei care răsplătește binele și pedepsește răul. Dumnezeul meu a creat legi care se ocupă de asta. Universul său nu este condus de gândirea dorită, ci de legi imuabile." William Miller de la Life Magazine, care a fost prezent la această întâlnire, l-a descris pe Einstein ca fiind un „sfânt viu” și vorbind cu „indiferență angelică”.

## Credințele filozofice
De la o vârstă fragedă a avut un interes în filozofie. Einstein a spus despre el însuși: "Când eram tânăr, preferam cărțile al căror conținut privea o întreagă viziune asupra lumii și, în special, cele filozofice. Schopenhauer, David Hume, Mach, într-o oarecare măsură Kant, Platon, Aristotel”.

### Relația dintre știință și filozofie
Einstein a crezut că atunci când încearcă să înțeleagă natura unul ar trebui să se angajeze atât în cercetare filozofică și cercetare prin intermediul științelor naturale.
Einstein credea că epistemologia și știința „sunt dependente una de cealaltă. Epistemologia fără contact cu știința devine o schemă goală. Știința fără epistemologie este - în măsura în care este deloc imaginabilă - primitivă și confuză”.

### Liberul arbitru
Ca și Spinoza, Einstein a fost un determinist strict care a crezut că comportamentul uman a fost complet determinat de legile cauzalității. Din acest motiv, el a refuzat aspectul șanselor din teoria cuantică, spunând lui Niels Bohr: „Dumnezeu nu joacă zaruri cu universul”.  În scrisorile trimise fizicianului Max Born, Einstein și-a dezvăluit credința în relațiile cauzale:
Tu crezi într-un Dumnezeu care joacă cu zaruri, iar eu în lege și ordine completă într-o lume care există în mod obiectiv, și pe care eu, în mod extrem de speculativ, încerc să o prind. Cred cu tărie, dar sper că cineva va descoperi o cale mai realistă, sau mai degrabă o bază mai tangibilă decât a fost destinul meu de a găsi. Chiar și marele succes inițial al teoriei cuantice nu mă face să cred în jocul fundamental al zarurilor, deși sunt bine conștient că unii dintre colegii noștri mai tineri interpretează acest lucru ca o consecință a senilității.
Accentul pus de Einstein pe „credință” și modul în care aceasta a fost legată de determinism a fost ilustrat într-o scrisoare de condoleanțe răspunzând la vestea morții lui Michele Besso⁠(d), unul dintre prietenii săi de-a lungul vieții. Einstein a scris familiei: "Acum el a plecat din această lume ciudată un pic înaintea mea. Asta nu înseamnă nimic. Pentru noi, fizicienii de credință, distincția dintre trecut, prezent și viitor este doar o iluzie încăpățânată și persistentă."
Einstein a recunoscut că era fascinat de versiunea deterministă a panteismului filozofului Spinoza. Filozoful american Charles Hartshorne⁠(d), în încercarea de a distinge viziunile deterministe de propria sa credință în panteismul liberului arbitru, a conceput tipologia distinctă „Panteism clasic” pentru a diferenția opiniile celor care dețin poziții similare cu versiunea deterministă a panteismului lui Spinoza.

El a fost, de asemenea, un incompatibilist⁠(d); în 1932 a spus:
Nu cred în liberul arbitru. Cuvintele lui Schopenhauer: "Omul poate face ce vrea, dar nu poate dori ce vrea", mă însoțesc în toate situațiile de-a lungul vieții mele și mă reconcilează cu acțiunile altora, chiar dacă sunt destul de dureroase pentru mine. Această conștientizare a lipsei de liberă voință mă împiedică să mă iau prea în serios pe mine și pe semenii mei ca indivizi care acționează și decid, și să-mi pierd temperamentul.
Și totuși, Einstein susține că dacă o anumită viață umană este sau nu semnificativă depinde de modul în care individul își concepe propria viață în raport cu viețile ființelor umane. O ființă umană primitivă în această privință este cea a cărei viață este dedicată în întregime satisfacerii nevoilor instinctive. În timp ce Einstein acceptă că satisfacerea nevoilor de bază este un scop legitim și indispensabil, el îl consideră totuși un obiectiv elementar. Tranziția minții umane de la starea inițială și infantilă de deconectare (egoism) la o stare de unitate cu universul, conform lui Einstein, necesită exercitarea a patru tipuri de libertăți: libertatea de sine, libertatea exprimării, libertate de timp și libertatea independenței.

### Umanismul și filozofia morală
Einstein a fost un umanist secular și un susținător al mișcării Ethical Culture. A fost membru al Consiliului consultativ al societății First Humanist Society of New York. Pentru cea de-a șaptesprezecea aniversare a Societății pentru Cultură Etică din New York, el a declarat că ideea de cultură etică a întruchipat concepția sa personală despre ceea ce este cel mai valoros și durabil în idealismul religios. El a observat: „Fără „cultură etică” nu există mântuire pentru omenire”. A fost asociat onorific al organizației umaniste britanice The Rationalist Press Association. Revista sa periodică, cunoscută astăzi sub numele de New Humanist, a fost văzută în vârful grămezii sale de lectură la momentul morții sale.
În ceea ce privește pedeapsa lui Dumnezeu, Einstein a declarat: „Nu-mi pot imagina un Dumnezeu care răsplătește și pedepsește obiectele creației sale, ale cărui scopuri sunt modelate după ale noastre - un Dumnezeu, pe scurt, care este doar o reflectare a fragilității umane. Nici eu nu pot să cred că individul supraviețuiește morții corpului său, deși sufletele slabe adăpostesc astfel de gânduri prin frică sau egoism ridicol. „Un Dumnezeu care răsplătește și pedepsește este de neconceput pentru el pentru simplul motiv că acțiunile unui om sunt determinate de necesitate, externă și internă, astfel încât în ochii lui Dumnezeu el nu poate fi responsabil, mai mult decât un obiect inanimat este responsabil pentru mișcările pe care le suferă. Prin urmare, știința a fost acuzată de subminarea moralității, dar acuzația este nedreaptă. Comportamentul etic al unui om trebuie să se bazeze efectiv pe simpatie, educație, legături și nevoi sociale; nu este necesară nicio bază religioasă. Omul ar fi într-adevăr într-un mod sărac dacă ar fi trebuit să fie reținut de teama de pedeapsă și speranța de răsplată după moarte. Prin urmare, este ușor de înțeles de ce bisericile au luptat întotdeauna împotriva științei și au persecutat credincioșii săi.”
Despre importanța eticii a scris: „Cea mai importantă încercare umană este căutarea moralității în acțiunile noastre. Echilibrul nostru interior și chiar existența noastră depinde de ea. Doar moralitatea în acțiunile noastre poate da frumusețe și demnitate vieții. A face din aceasta o forță vie și a o aduce la o conștiință clară este poate cea mai importantă sarcină a educației. Fundamentul moralității nu trebuie să depindă de mit și nici să nu fie legat de nicio autoritate, pentru ca îndoielile legate de mit sau de legitimitatea autorității să pună în pericol fundamentul unei judecăți și acțiuni sănătoase.” „Nu cred că un om ar trebui să fie reținut în acțiunile sale de zi cu zi de teama de pedeapsă după moarte sau că ar trebui sa facă lucruri doar pentru că în acest fel el va fi răsplătit după ce moare. Acest lucru nu are sens. Ghidul adecvat în timpul vieții unui om ar trebui să fie greutatea pe care o pune pe etică și cantitatea de considerație pe care aceasta o are pentru ceilalți.” „Nu-mi pot imagina un Dumnezeu personal care să influențeze direct acțiunile indivizilor sau care să judece direct creaturile propriei sale creații. Nu pot face acest lucru în ciuda faptului că mecanismul cauzal a fost, într-o anumită măsură, pus la îndoială de către știința modernă. Religiozitatea mea constă într-o admirare umilă a spiritului infinit superior care se revelează în puținul pe care noi, cu înțelegerea noastră slabă și trecătoare, îl putem înțelege despre realitate. Moralitatea este de cea mai înaltă importanță, dar pentru noi, nu pentru Dumnezeu”.

### Teleologie
Într-o conversație cu Ugo Onufri în 1955, în ceea ce privește scopul naturii, el a spus: „Nu am imputat niciodată naturii un scop sau un obiectiv, sau ceva ce ar putea fi înțeles ca antropomorf”. Într-o scrisoare din 1947, el a declarat: „De asemenea, nu mă simt capabil să-mi imaginez vreo voință sau un scop în afara sferei umane”.

### Epistemologie

#### Realism naiv
Einstein credea că realismul naiv era „relativ simplu” de respins. El a fost de acord cu Bertrand Russell că oamenii observă calitățile obiectelor pe care le au asupra lor (verzeală, răceală, duritate, etc.) și nu obiectele proprii.

#### Pozitivism
Einstein a declarat că el nu a fost un pozitivist, un sistem filosofic care declară că numai acele afirmații care sunt verificabile prin observație directă sau dovezi logice sunt utile în determinarea adevărului. Einstein a susținut că oamenii folosesc în mod valid anumite idei și valori, cum ar fi intuiția sau credința religioasă, care nu pot fi dovedite prin observație directă sau logică.
Einstein a recunoscut totuși că gânditorii pozitiviști, cum ar fi Ernst Mach, au avut o influență profundă asupra lui în primii săi ani. În ceea ce privește teoria relativității, el scrie: „întreaga direcție a gândirii acestei teorii este conformă cu teoria lui Mach...” După ce pozitivismul lui Mach s-a dovedit a fi infructuos în dezvoltarea teoriei, el a considerat că pozitivismul era încă util, comentând că: „"[Filozofia pozitivistă] nu poate da naștere la nimic viu, poate doar să extermineze viermii dăunători”.

##### Idealismul transcendental
Einstein a considerat că „negarea obiectivității spațiului de către Kant (...) nu poate fi luată în serios”. El a crezut, de asemenea, că „dacă Kant ar fi știut ceea ce este cunoscut pentru noi astăzi în ordinea naturală, sunt sigur că el ar fi revizuit fundamental concluziile sale filozofice. Kant și-a construit structura pe bazele perspectivei lumii lui Kepler și Newton. Acum că fundația a fost subminată, structura nu mai stă”.

### Opinii despre filozofi

#### David Hume
Einstein a fost un admirator al filozofiei lui David Hume; în 1944 a spus: „Dacă citești cărțile lui Hume, ești uimit că mulți și uneori chiar și filozofi foarte apreciați după el au fost capabili să scrie atât de multe lucruri obscure și chiar să găsească cititori recunoscători pentru asta. Hume a influențat permanent dezvoltarea celor mai buni filozofi care au urmat după el”.

#### Immanuel Kant
Unele surse susțin că Einstein a citit cele trei critici la vârsta de 16 ani și l-a studiat pe Kant ca adolescent. Cu toate acestea, Philip Stamp afirmă că acest lucru este contrazis de unele dintre propriile sale afirmații. În 1949, Einstein a spus că el „nu a crescut în tradiția Kantiană, dar a venit să înțeleagă cu adevărat valorile care sunt de a fi găsite în doctrina sa, alături de erori care astăzi sunt destul de evidente, doar destul de târziu”.
Într-una din scrisorile lui Einstein din 1918 către Max Born, Einstein a spus că a început să descopere acest „adevăr valoros” în Kant: „Citesc Prolegomena lui Kant aici, printre altele, și încep să înțeleg puterea sugestivă enormă care emană de la om, și încă mai face. Odată ce îi recunoașteți existența judecăților sintetice a priori, sunteți prinși. Oricum, este frumos s-o citesc, chiar dacă nu este la fel de bună ca lucrarea predecesorului său Hume. Hume avea, de asemenea, un instinct mult mai sănătos.”

Einstein a explicat semnificația filozofiei lui Kant după cum urmează:
„Hume a văzut că conceptele pe care trebuie să le considerăm esențiale, cum ar fi, de exemplu, legătura cauzală, nu pot fi obținute din materialul dat de simțuri. Această înțelegere l-a condus la o atitudine sceptică în ceea ce privește cunoașterea de orice fel. Omul are o dorință intensă de cunoaștere sigură. Acesta este motivul pentru care mesajul clar al lui Hume pare zdrobitor: materia primă senzorială, singura sursă a cunoașterii noastre, prin obișnuință ne poate conduce la credință și așteptare, dar nu la cunoștință și cu atât mai puțin la înțelegerea relațiilor legale. Apoi Kant a venit pe scenă cu o idee care, deși poate de nesuportat în forma în care a pus-o, a semnalat un pas spre soluționarea dilemei lui Hume: dacă am asigurat cu siguranță cunoașterea, aceasta trebuie să fie întemeiată pe rațiune însăși.”

#### Arthur Schopenhauer
Viziunile lui Schopenhauer asupra independenței sistemelor separate spațial l-au influențat pe Einstein, care l-a numit un geniu. În opinia lor a fost o presupunere necesară că simpla diferență de locație este suficientă pentru a face două sisteme diferite, fiecare având propria sa stare fizică reală, independentă de starea celeilalte.
În studiul lui Einstein din Berlin, trei figuri au atârnat pe perete: Faraday, Maxwell și Schopenhauer. Einstein a descris, în ceea ce privește importanța personală a lui Schopenhauer pentru el, cuvintele lui ca fiind „o consolare continuă în fața greutăților vieții, a mea și a altora”, și o fântână neîntreruptă de toleranță”. Deși lucrările lui Schopenhauer sunt cunoscute pentru pesimismul lor, Konrad Wachsmann⁠(d) și-a amintit: „Adesea stătea cu unul dintre volumele uzate ale lui Schapenhauer și, stând acolo, părea atât de mulțumit, ca și cum ar fi implicat într-o lucrare liniștită și veselă.”

#### Ernst Mach
Lui Einstein i-a plăcut lucrarea științifică a lui Ernst Mach, deși nu și lucrarea sa filozofică. El a spus „Mach a fost la fel de bine un student de mecanică cum a fost și un filozof deplorabil”. Cu toate acestea, punctele de vedere epistemologice timpurii ale lui Einstein au fost profund influențate de Mach. În „Notele sale autobiografice”, el scrie: „Văd măreția lui Mach în scepticismul și independența sa incoruptibilă; în anii tinereții, totuși, poziția epistemologică a lui Mach m-a influențat foarte mult, o poziție care astăzi mi se pare a fi în esență nesustenabilă."

#### Grecii antici
Einstein și-a exprimat admirația față de filozofii greci antici, arătând că era mult mai interesat de ei decât de știință. El a remarcat, de asemenea; „Cu cât citesc mai mult despre greci, cu atât mai mult îmi dau seama că nimic ca ei nu a apărut vreodată în lume de atunci.”